# Paolo Uccello
Paolo Uccello, italijanski slikar, * 1397 Toskana, † 10. december 1475 Firence.
Paolo Uccello, rojen kot Paolo di Dono, je bil italijanski slikar in matematik, ki je bil znan po svojem pionirskem delu na področju vizualne perspektive v umetnosti. Giorgio Vasari je v svoji knjigi Življenja najodličnejših slikarjev, kiparjev in arhitektov zapisal, da je bil Uccello obseden s svojim zanimanjem za perspektivo in je vso noč ostal v svoji delovni sobi, da bi dojel natančno točko izginotja. Uccello je uporabil perspektivo, da je v svojih slikah ustvaril občutek globine. Njegova najbolj znana dela so tri slike, ki prikazujejo bitko pri San Romanu, ki so bile dolgo časa napačno poimenovane Bitka pri Sant'Egidiu leta 1416.
Paolo je delal v poznogotski tradiciji, pri čemer je poudarjal barvo in razkošje, namesto klasičnega realizma, ki so ga uvajali drugi umetniki. Njegov slog je najbolje opisati kot idiosinkratičen in ni zapustil šole privržencev. Imel je določen vpliv na umetnost in literarno kritiko 20. stoletja (npr. v Vies imaginaires Marcela Schwoba, Uccello le poil Antonina Artauda in O Mundo Como Ideia Bruna Tolentina).

## Zgodnje življenje in usposabljanje
Virov o življenju Paola Uccella je malo: biografija Giorgia Vasarija, napisana 75 let po Paolovi smrti, in nekaj sodobnih uradnih dokumentov. Uccello se je verjetno rodil leta 1397 v Pratovecchiu (blizu Arezza), rojstnem mestu njegovega očeta Dona di Paola, ki je bil brivec in kirurg. Njegova mati, Antonia, je bila ugledna Florentinka. Njegov vzdevek Uccello ('ptiček') je izhajal iz njegove naklonjenosti slikanju ptic.
Od leta 1412 do 1416 je bil vajenec pri slovitem kiparju Lorenzu Ghibertiju. Ghiberti je bil ustvarjalec vrat firenškega baptisterija in njegova delavnica je bila glavno središče florentinske umetnosti v tistem času. Ghibertijev poznogotski pripovedni slog in kiparska kompozicija sta močno vplivala na Paola. Približno v tem času je Paolo začel svoje vseživljenjsko prijateljstvo z Donatellom. Leta 1414 je bil Uccello sprejet v slikarski ceh Compagnia di San Luca, le leto kasneje, leta 1415, pa se je pridružil uradnemu cehu firenških slikarjev Arte dei Medici e degli Speziali. Čeprav je mladi Uccello verjetno zapustil Ghibertijevo delavnico do sredine 1420-ih, je ostal v dobrih odnosih s svojim mojstrom in je morda bil seznanjen z načrti za Ghibertijev drugi komplet vrat za krstilnico, Vrata Paradiža. Ta so vsebovala bojni prizor, »ki bi se lahko vtisnil v zavest mladega Uccella« in tako vplival na bitko pri San Romanu.

## Kariera
Po Vasariju je bila Uccellova prva slika sv. Anton med sv. Kozmom in Damjanom, naročilo za bolnišnico v Lelmu. Nato je naslikal dve figuri v samostanu Annalena. Kmalu zatem je nad levimi vrati firenške cerkve Svete Trojice naslikal tri freske s prizori iz življenja sv. Frančiška. Za firenško cerkev Santa Maria Maggiore je naslikal fresko Marijinega oznanjenja. Na tej freski je naslikal veliko stavbo s stebri v perspektivi. Po besedah Vasarija se je ljudem to zdelo velik in lep dosežek, ker je bil to prvi primer, kako je mogoče črte strokovno uporabiti za prikaz perspektive in velikosti. Posledično je to delo postalo model za umetnike, ki so želeli ustvariti iluzije prostora, da bi povečali resničnost svojih slik.
Paolo je naslikal Življenja cerkvenih očetov v križnem hodniku cerkve San Miniato, ki je stala na hribu nad Firencami. Po Vasariju je Paolo protestiral proti monotonim obrokom sirove pite in sirove juhe, ki jih je opat stregel, tako da je pobegnil in se vrnil, da bi dokončal delo šele potem, ko mu je opat obljubil bolj raznoliko prehrano.
Uccella so prosili, naj naslika številne prizore razvajenih živali za Medičejce. Prizor, ki ga je Vasari najbolj cenil, je bila njegova upodobitev divjega leva, ki se bori s kačo, ki bruha strup. Uccello je rad slikal živali in je imel doma najrazličnejše slike živali, predvsem ptic. Ta ljubezen do ptic je pripeljala do njegovega vzdevka Paolo Uccelli (Pavel ptic).
Do leta 1424 se je Paolo sam preživljal kot slikar. Tega leta je dokazal svojo umetniško zrelost s slikanjem epizod zdaj že močno poškodovanega Stvarjenja in Padca za Chiostro Verde, križni hodnik v Santa Maria Novella v Firencah. Tudi ta naloga mu je omogočila, da je živo naslikal veliko število živali. Uspelo mu je tudi naslikati drevesa v njihovih naravnih barvah. To je bila veščina, ki je bila težavna za mnoge njegove predhodnike, zato je Uccello začel pridobivati sloves tudi po slikanju pokrajin. Temu je sledil s Prizori iz Noetovega življenja, prav tako za Chiostro Verde. Ti prizori so mu v Firencah prinesli veliko slavo.
Leta 1425 je Uccello odpotoval v Benetke, kjer je delal na mozaikih za fasado San Marco, ki so bili od takrat izgubljeni. V tem času je naslikal tudi nekaj fresk v stolnici v Pratu in Bologni. Nekateri domnevajo, da je obiskal Rim s svojim prijateljem Donatellom, preden se je leta 1431 vrnil v Firence. Po vrnitvi je Uccello ostal v Firencah večino svojega življenja in izvajal dela za različne cerkve in pokrovitelje, predvsem Duomo.
Kljub njegovi odsotnosti iz Firenc se zanimanje za Uccella ni zmanjšalo. Leta 1432 je Urad za dela prosil florentinskega veleposlanika v Benetkah, naj se pozanima o Uccellovem slovesu kot umetnika. Leta 1436 je dobil naročilo za monokromatsko fresko sira Johna Hawkwooda. Ta konjeniški spomenik je ponazarjal njegovo veliko zanimanje za perspektivo. Kondotjer in njegov konj sta predstavljena kot da bi bila freska skulptura, gledana od spodaj.
Splošno mnenje je, da je avtor fresk Zgodbe Device in Zgodbe svetega Štefana v Cappella dell'Assunta v Firencah, zato je verjetno obiskal bližnji Prato nekje med letoma 1435 in 1440. Kasneje, leta 1443, je naslikal figure na uri Duoma. Istega leta in še leta 1444 je oblikoval nekaj vitražev za isto cerkev. Leta 1444 je bil na delu tudi v Padovi, v Padovo pa je ponovno odpotoval leta 1445 na Donatellovo povabilo.
Spet v Firencah je leta 1446 naslikal Postaje križevega pota, spet za križni hodnik cerkve Santa Maria Novella. Okoli 1447–1454 je naslikal Prizore meniškega življenja za cerkev San Miniato al Monte v Firencah.

## Slikebitke pri San Romanu
Okoli sredine 1450-ih je naslikal svoje tri najbolj znane tabelne slike, ki prikazujejo bitko pri San Romanu za Palazzo Medici v Firencah, v spomin na zmago florentinske vojske nad Sienčani leta 1432. Izjemno skrajšane oblike, ki se raztezajo v mnogih ravninah poudarjajo Uccellovo virtuoznost kot risarja in zagotavljajo nadzorovano vizualno strukturo kaosa prizorišča bitke.
- Niccolò Mauruzi da Tolentino v bitki pri San Romanu (verjetno c. 1438–1440), jajčna tempera z orehovim oljem in lanenim oljem na topolu, 182 × 320 cm, Narodna galerija, London.[9][10]
- Niccolò Mauruzi da Tolentino zruši Bernardina della Carda[11] v bitki pri San Romanu (datiranje ni gotovo, c. 1435–1455), tempera na lesu, 182 × 320 cm, Galleria degli Uffizi, Firence
- Protinapad Michelotta da Cotignole v bitki pri San Romanu (ok. 1455), lesena plošča, 182 × 317 cm, Musée du Louvre, Pariz

## Kasnejše življenje
Do leta 1453 je bil Uccello poročen s Tommaso Malifici. To je znano, ker se je tistega leta rodil Donato (imenovan po Donatellu). Tri leta pozneje, leta 1456, je njegova žena rodila hčerko Antonijo. Antonia Uccello (1456–1491) je bila karmeličanka, ki jo je Giorgio Vasari imenoval »hči, ki je znala risati«. V mrliškem listu je bila celo zapisana kot pittoressa, slikarka. Njen slog in njena spretnost ostajata skrivnost, saj nobeno njeno delo ni ohranjeno.
Od leta 1465 do 1469 je bil Uccello v Urbinu s svojim sinom Donatom in delal za bratovščino Corpus Domini, bratovščino laikov. V tem času je naslikal predelo za njihov novi oltar s Čudežem oskrunjene hostije. (Glavna plošča, ki predstavlja 'obhajilo apostolov', je bila naročena Justusu van Ghentu in dokončana leta 1474). Uccellova predela je sestavljena iz šestih natančnih naturalističnih prizorov, povezanih z antisemitskim mitom o oskrunjenju hostije, ki je temeljil na dogodku, ki naj bi se zgodil v Parizu leta 1290. Predlagano je bilo, da je tema glavne plošče, na kateri se v ozadju pojavi vojvoda Federico da Montefeltro iz Urbina, ki se pogovarja z Azijcem, kar je povezano z antisemitskimi nameni predele. Vendar pa je Federico dovolil majhni judovski skupnosti živeti v Urbinu in vsi ti prizori niso soglasno pripisani Paolu Uccellu.
V svoji firenški davčni napovedi avgusta 1469 je Uccello izjavil: »Zdi se mi, da sem star in bolan, moja žena je bolna in ne morem več delati.« V zadnjih letih svojega življenja je bil Paolo osamljen in pozabljen človek, ki se je bal življenjskih stisk. Njegovo zadnje znano delo je Lov, ok. 1470. Svojo oporoko je podal 11. novembra 1475 in kmalu zatem 10. decembra 1475 umrl v bolnišnici v Firencah, star 78 let. Pokopan je bil v očetovi grobnici v firenški cerkvi Santo Spirito.
Paolo Uccello je s svojim natančnim in analitičnim umom poskušal uporabiti znanstveno metodo za prikazovanje predmetov v tridimenzionalnem prostoru. Zlasti so ohranjene nekatere njegove študije o perspektivnem krajšanju torusa in eden od standardnih prikazov risarskih spretnosti je bila njegova upodobitev mazzocchia. Z besedami G. C. Argana: »Paolova strogost je podobna strogosti kubistov v zgodnjem 20. stoletju, katerih slike so bile bolj resnične, ko so bile manj resnične. Paolo konstruira prostor skozi perspektivo in zgodovinski dogodek skozi strukturo prostora; če je nastala podoba nenaravna in nerealistična, toliko slabše za naravo in zgodovino.« Perspektiva na njegovih slikah je vplivala na mnoge slavne slikarje, kot so Piero della Francesca, Albrecht Dürer in Leonardo da Vinci, da jih imenujejo le nekaj.

## Dela
John Pope-Hennessy je veliko bolj konservativen od italijanskih avtorjev: nekatera od spodnjih del pripisuje 'mojstru iz Prata' in 'mojstru iz Karlsruheja'. Večina datumov v seznamu (vzetih iz Borsi in Borsi) izhaja iz slogovne primerjave in ne iz dokumentacije.
- Oznanjenje (okoli 1420–1425) - Ashmolov muzej, Oxford
- Križanje z dvema angeloma (ok. 1423) - Zasebna zbirka
- Stvarjenje in padec (ok. 1424–1425) - Luneta in spodnji del, Chiostro Verde, Bazilika Santa Maria Novella, Firence
- Čaščenje Treh kraljev (ok. 1431–1432) - Staatliche Kunsthalle, Karlsruhe
- Perspektivna študija vaze (ok. 1430) - Galerija Uffizi, Firence
- Sveti Jurij ubija zmaja (ok. 1430) - Narodna galerija Viktorije, Melbourne
- Quarate Predella (ok. 1433) - Museo dicesano di Santo Stefano al Ponte, Firence
- Freske v Capella dell' Assunta (ok. 1434–1435) - Stolnica svetega Štefana, Prato
- Nuna-svetnica z dvema otrokoma (okoli 1434–1435) - Zbirka Contini-Bonacosi, Firence
- Konjeniški spomenik siru Johnu Hawkwoodu (ok. 1436) - Firenška stolnica
- Bitka pri San Romanu, ki jo sestavljajo:

- Bitka pri San Romanu: Niccolò da Tolentino (okoli 1450–1456) - Narodna galerija, London
- Bitka pri San Romanu: Bernadino della Ciarda brez konja (okoli 1450–1456) - Galerija Uffizi, Firence
- Bitka pri San Romanu: Micheletto da Cotignola (ok. 1450) - Louvre, Pariz

- Sv. Jurij in zmaj (ok. 1439–1440) - Musée Jacquemart-André, Pariz
- Številčnica s štirimi preroki/evangelisti (1443) - Firenška stolnica
- Vstajenje (1443–1444) - vitraj okno, Firenška stolnica
- Jaslice (1443–1444) - vitraj, Firenška stolnica
- Zgodba o Noetu (ok. 1447) -luneta in spodnji del, Chiostro Verde, Santa Maria Novella, Firence
- Prizori samostanskega življenja (ok. 1447–1454) - Bazilika San Miniato al Monte, Firence
- Sveti Jurij in zmaj (ok. 1450–55) - Narodna galerija, London
- Križanje (okoli 1457–1458) - Zbirka Thyssen-Bornemisza, Madrid
- Življenje svetih očetov (ok. 1460–1465) - Accademia dell'Arte del Disegno, Firence
- Čudež oskrunjene hostije (1467–1468) - predela, Galleria Nazionale delle Marche, Palazzo Ducale, Urbino
- Lov v gozdu (ok. 1470) -- Ashmolov muzej, Oxford
- Bitka Grkov in Amazonk pred obzidjem Troje; Alegorije vere in pravičnosti; in ležeči gol[16] (ok. 1460) - skrinja, Umetniška galerija univerze Yale, New Haven, Connecticut